# Callianidea
Callianidea is een geslacht van kreeftachtigen uit de klasse van de Malacostraca (hogere kreeftachtigen).

## Soorten
- Callianidea madagascariensis Sakai, 2011
- Callianidea mariamartae Hernáez & Vargas, 2013
- Callianidea ryukyu Sakai, 2011
- Callianidea typa H. Milne Edwards, 1837